# کوروجا (امیرداغ)
کوروجا (به ترکی استانبولی: Kuruca) یک منطقهٔ مسکونی در ترکیه است که در امیرداغ واقع شده‌است.